# ۲۳ ربیع‌الاول
۲۳ ربیع‌الاول، بیست و سومین روز از ماه ربیع‌الاول در تقویم هجری قمری است.
در تقویم هجری قمری قراردادی این روز هشتاد و دومین روز سال است.

## مناسبت‌ها
ورود  فاطمه معصومه (س) به قم که به همین خاطر این روز را روز قم نامیده اند.

## وقایع
۱۲۱۹، از نظر میلادذوالقدر، پژوهشگر تاریخ، حمله سپاه سیسیانف به قرخ بولاخ آذربایجان و نخجوان و تصرف این مناطق به دست روس‌ها، در چنین روزی رخ داد.

## زادگان
- ۵۹۹ - ابوشامه مقدسی، قاری، فقیه، تاریخ‌نگار، نویسنده شامی.

## درگذشتگان
- ۷۶۹ - ابن عقیل، زبان‌شناس، ادیب و مفسر مصری.
- ۱۳۷۵ - محمدحسن مظفر
- ۱۴۱۱ - میرزا جواد آقا تهرانی